# Nukâka
Sascha Nukâka Motzfeldt (Uummannaq, Groenlandia, Dinamarca, 23 de febrero de 1971), más conocida simplemente como Nukâka, es una actriz y cantante groenlandesa. En 1990 fue elegida Miss Groenlandia. Ha trabajado en películas de Groenlandia, Dinamarca, Islandia, Noruega y Suecia. Se tituló en 2005 por The Danish National School of Theater. Hija del político groenlandés, de orígenes germano e inuit, Josef Motzfeldt, está casada desde 1998 con el actor Nikolaj Coster-Waldau, con el que tiene dos hijas, Philippa y Safina Waldau.
Entre 1995 y 2002 se dedicó a la canción, interpretando canciones propias y ajenas, con diferentes grupos musicales como Northern Voices en los países nórdicos. Tocó, entre otros lugares, en el gran escenario de Tivoli, Copenhague, y en el festival “Frozen Watterfall” en Lillehammer, Noruega. Ha colaborado en ediciones colectivas como solista y coro. En colaboración con Jens Simonsen dio música al documental In Deep Waters (På Dybt Vand), de Inuk Høegh.

## Teatro
- +-0, 2011, de Christoph Marthaler.
- Polaroid, 2006, 2008-2009, de Jo Strømgren.
- A Trip in the Living Room (En tur i stuen), 2007, de Kasper Winding.
- The Robbers (Røverne), 2005, de Tue Biering.
- Inuit Barok Chok, 1997, de Dorthe Madsen.

## Filmografía

### Cine
- Qaamarngup Uummataa (1998)
- Vildspor (1998)
- La Répétition (2000)
- Gaven (2007)
- Himmerland (2008)
- Eksperimentet (2010)
- Skavengers (2012)
- Det grå guld (2013)

### Televisión
- Forsvar (2004, 1 episodio)
- Forbrydelsen (2007, 4 episodios)
- Aftenshowet (2012-2013, 2 episodios)

## Música
- "Støt Haiti – Skrøbeligt Fundament" (2010)